# Whitehall (pałac)
Whitehall (ang. Palace of Whitehall) – rezydencja brytyjskich monarchów od 1530 do 1698, kiedy spłonął prawie w całości. Wcześniej jednak urósł do rangi największego pałacu w Europie, posiadał 1500 pokoi (był równocześnie największym budynkiem na świecie). 
Obecnie jego nazwa, Whitehall, używana jest do określania centrum administracyjnego rządu Wielkiej Brytanii.